# Federica Carta

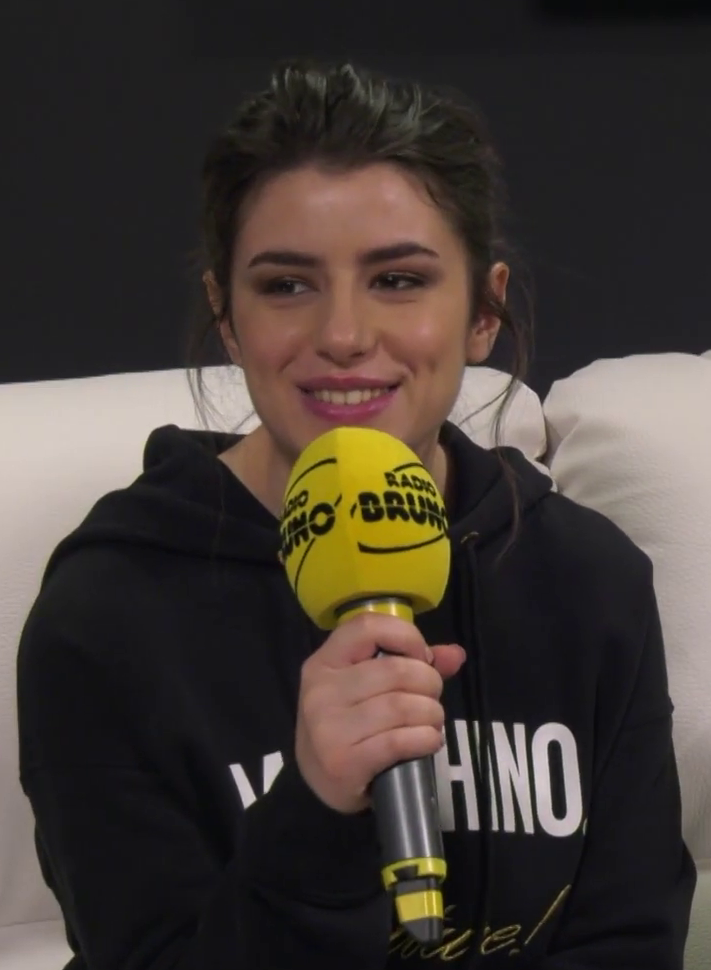
Federica Carta, 2019

Federica Carta (* 10. Januar 1999 in Rom) ist eine italienische Popsängerin, die 2017 durch ihre Teilnahme an der 16. Staffel der Castingshow Amici di Maria De Filippi bekannt wurde.

## Werdegang
Im Alter von neun Jahren begann Carta mit Gesangsunterricht und schrieb bald eigene Lieder. Als frühe musikalische Vorbilder nannte die Sängerin Paolo Nutini und Alicia Keys. 2016 bewarb sie sich mit den beiden Liedern Sogni e verità und Tutto quello che ho bei den Castings für Amici und schaffte es in die Sendung. In deren Verlauf verblieb sie im Team von Elisa und präsentierte zwei weitere Lieder (Attraversando gli anni und Ti avrei voluto dire), die später Gold- bzw. Platin-Status erreichten. Im Finale erreichte sie schließlich den zweiten Platz in der Gesangskategorie (hinter Riki) und Platz drei insgesamt. Im Anschluss an die Show veröffentlichte Carta am 19. Mai 2017 bei Universal ihr Debütalbum Federica, das von Elisas Ehemann und Produzenten Andrea Rigonat produziert wurde.
Im November 2017 erschien das Lied Irraggiungibile, bei dem Carta mit dem Rapper Shade zusammenarbeitete und das bis auf Platz zwei der Singlecharts gelangte. Das zweite Album der Sängerin, Molto più di un film, erschien im April 2018. Im selben Jahr übernahm sie die Moderation der Chartsendung Top Music auf Rai Gulp. Darüber hinaus veröffentlichte sie das Buch Mai così felice. 2018 war sie der Opening Act bei vier Konzerten der italienischen Sängerin Laura Pausini, außerdem wurde ihre Single Mondovisione im Soundtrack des Films La Befana vien di notte von Michele Soavi verwendet. Zusammen mit Shade ging sie mit dem Lied Senza farlo apposta beim Sanremo-Festival 2019 ins Rennen. Am 15. Februar 2019 wurde Cartas drittes Studioalbum Popcorn veröffentlicht.

## Diskografie
Alben

| Jahr | Titel                | Höchstplatzierung, Gesamtwochen, AuszeichnungChartsChartplatzierungen (Jahr, Titel, Platzierungen, Wochen, Auszeichnungen, Anmerkungen) | Anmerkungen                  |
| Jahr | Titel                | IT | Anmerkungen                  |
| ---- | -------------------- | --- | ---------------------------- |
| 2017 | Federica             | IT3 Platin · (21 Wo.)IT | Universal Verkäufe: + 50.000 |
| 2018 | Molto più di un film | IT4 (6 Wo.)IT | Universal                    |
| 2019 | Popcorn              | IT3 (1 Wo.)IT | Universal                    |

Lieder (Auswahl)

| Jahr | Titel Album                                         | Höchstplatzierung, Gesamtwochen, AuszeichnungChartsChartplatzierungen (Jahr, Titel, Album, Platzierungen, Wochen, Auszeichnungen, Anmerkungen) | Anmerkungen                                                                  |
| Jahr | Titel Album                                         | IT | Anmerkungen                                                                  |
| ---- | --------------------------------------------------- | --- | ---------------------------------------------------------------------------- |
| 2016 | Attraversando gli anni Federica                     | IT76 (1 Wo.)IT |                                                                              |
| 2017 | Dopotutto Federica                                  | IT29 Gold · (2 Wo.)IT | Verkäufe: + 25.000                                                           |
| 2017 | Ti avrei voluto dire Federica                       | IT72 Platin · (4 Wo.)IT | Verkäufe: + 50.000                                                           |
| 2017 | Irraggiungibile Truman                              | IT2 ×3Dreifachplatin · (34 Wo.)IT | Shade feat. Federica Carta Verkäufe: + 150.000                               |
| 2018 | Sull’orlo di una crisi d’amore Molto più di un film | IT73 (1 Wo.)IT | mit La Rua                                                                   |
| 2019 | Senza farlo apposta                                 | IT5 Platin · (19 Wo.)IT | Shade & Federica Carta, Beitrag zum Sanremo-Festival 2019 Verkäufe: + 50.000 |
| 2020 | Bella così                                          | IT26 Gold · (6 Wo.)IT | mit Chadia Rodríguez Verkäufe: + 35.000                                      |

## Bibliografie
- Mai così felice. Dizionario delle mie emozioni in ordine rigorosamente sparso. Fabbri, 2018, ISBN 978-88-915805-3-5.

## Belege
1. ↑  Alben von Federica (Carta). In: Italiancharts.com. Hung Medien, abgerufen am 24. November 2018.
2. 1 2 3 4 5 6  Federica, certificazioni. FIMI, abgerufen am 12. Oktober 2020 (italienisch).
3. ↑  Archivio classifiche Top Singoli. FIMI, abgerufen am 24. November 2018 (italienisch).

| Personendaten    | Personendaten            |
| ---------------- | ------------------------ |
| NAME             | Carta, Federica          |
| KURZBESCHREIBUNG | italienische Popsängerin |
| GEBURTSDATUM     | 10. Januar 1999          |
| GEBURTSORT       | Rom                      |